# Kirysek pandowaty
Kirysek pandowaty(Corydoras panda) – gatunek słodkowodnej ryby sumokształtnej z rodziny kiryskowatych (Callichthyidae).

## Występowanie
Ameryka Południowa – wschodnie Peru.

## Charakterystyka
Ciało beżowe z czarną grubą pręgą przebiegającą przez oko, czarną płetwą grzbietową i czarną plamą na trzonie ogonowym. Płeć trudna do rozróżnienia, samica zazwyczaj nieco większa od samca. Rozmnaża się w niewoli.
Dorasta do 5,5 cm długości.

## Warunki w akwarium
| Zalecane warunki w akwarium | Zalecane warunki w akwarium              |
| --------------------------- | ---------------------------------------- |
| Zbiornik                    |                                          |
| Temperatura wody            | 22–26 °C                                 |
| Twardość wody               | 4–15°n                                   |
| Skala pH                    | 6,0–7,2                                  |
| Pokarm                      | Tabletki roślinne, skąposzczety i płatki |
| Uwagi                       |                                          |

## Wymagania hodowlane
Spokojny i stadny, oddycha dodatkowo przez jelito i musi mieć wolny dostęp do lustra wody. 

## Rozmnażanie
Ryba jajorodna. Samica przykleja jaja do różnych przedmiotów w akwarium, np. do szyb i liści.